# Пейнт-Рок (Техас)
Пейнт-Рок (англ. Paint Rock) — місто (англ. town) в США, в окрузі Кончо штату Техас. Населення — 237 осіб (2020).

## Географія
Пейнт-Рок розташований за координатами 31°30′36″ пн. ш. 99°55′31″ зх. д. / 31.51000° пн. ш. 99.92528° зх. д. (31.510072, -99.925309).  За даними Бюро перепису населення США в 2010 році місто мало площу 4,26 км², уся площа — суходіл.

## Демографія
Згідно з переписом 2010 року, у місті мешкали 273 особи в 97 домогосподарствах у складі 76 родин. Густота населення становила 64 особи/км².  Було 128 помешкань (30/км²).
Расовий склад населення:
| - 81,7 % — білих - 2,6 % — корінних американців - 0,7 % — азіатів - 12,5 % — осіб інших рас |

До двох чи більше рас належало 2,6 %. Частка іспаномовних становила 27,8 % від усіх жителів.
За віковим діапазоном населення розподілялося таким чином: 28,6 % — особи молодші 18 років, 59,3 % — особи у віці 18—64 років, 12,1 % — особи у віці 65 років та старші. Медіана віку мешканця становила 40,3 року. На 100 осіб жіночої статі у місті припадало 103,7 чоловіків;  на 100 жінок у віці від 18 років та старших — 105,3 чоловіків також старших 18 років.
Середній дохід на одне домашнє господарство  становив 50 505 доларів США (медіана — 44 583), а середній дохід на одну сім'ю — 49 782 долари (медіана — 44 375). За межею бідності перебувало 18,6 % осіб, у тому числі 23,9 % дітей у віці до 18 років та 5,9 % осіб у віці 65 років та старших.
Цивільне працевлаштоване населення становило 139 осіб. Основні галузі зайнятості: освіта, охорона здоров'я та соціальна допомога — 38,1 %, сільське господарство, лісництво, риболовля — 15,8 %, виробництво — 14,4 %.